# Elle a pleuré dans l'étreinte d'un papillon
Pour plus de détails, voir Fiche technique et Distribution.
Elle a pleuré dans l'étreinte d'un papillon (나비 품에서 울었다, Nabipumeseo uleotda) est un film sud-coréen réalisé par Im Kwon-taek, sorti en 1983.

## Synopsis
Hyun-ju monte dans le taxi de Sun-ho. Celui-ci va retrouver son premier amour, qu'il a connu douze ans plus tôt et raconte ses souvenirs au chauffeur.

## Fiche technique
- Titre : Elle a pleuré dans l'étreinte d'un papillon
- Titre original : 나비 품에서 울었다 (Nabipumeseo uleotda)
- Réalisation : Im Kwon-taek
- Scénario : Song Kil-han
- Musique : Lee Cheol-hyeok
- Photographie : Son Hyun-chae
- Montage : Kim Hui-su
- Production : Jung Jin-woo
- Société de production : Woo-jin Films
- Pays :  Corée du Sud
- Genre : Drame, romance et road movie
- Durée : 83 minutes
- Dates de sortie : 
  -  Corée du Sud : 11 mars 1983

## Distribution
- Lee Yeong-ha
- Na Young-hee
- Yun Yang-ha
- Han So-ryong
- Choi Dong-joon

## Analyse
Pour le réalisateur Jung Sung-il, le procédé narratif des fragments mémoriels permet de se questionner sur leur aspect illusoire. Pour le critique Kim Kyung-wook, le film est un film d'auteur qui se cache en reprenant le code des films érotiques très populaires dans les années 1970-1980 en Corée du Sud.